# Từ Văn Bê
Từ Văn Bê (1931-2008) nguyên là một tướng lĩnh Không Quân của Quân lực Việt Nam Cộng hòa, cấp bậc Chuẩn tướng. Ông xuất thân từ trường Võ Bị Không quân Pháp. Tốt nghiệp về phục vụ trong chuyên ngành Kỹ thuật, Tiếp vận và đã tuần tự từ chức vụ nhỏ tới chức vụ đứng đầu ngành chuyên môn này của Quân chủng Không quân cho tới cuối tháng 4 năm 1975.

## Tiểu sử & Binh nghiệp
Ông sinh ngày 31 tháng 10 năm 1931 trong một gia đình điền chủ khá giả có nguồn gốc là người Hoa tại Long Xuyên (An Giang), miền tây Nam phần Việt Nam. Thiếu thời ông học ở trường Tiểu học Long Xuyên. Khi học lên trên, ông được gia đình gửi sang Cần Thơ học ở trường Trung học College de Cantho. Năm 1949 thi đậu bằng Thành chung. Chuyển lên Sài Gòn học tiếp ở trường Trung học Lycée Chasseluop Laubat Saigon. Năm 1953, ông tốt nghiệp với văn bằng Tú tài toàn phần (Part II).

### Quân đội Quốc gia Việt Nam
Giữa năm 1953, từ dân chính ông thi trúng tuyển, nhập ngũ vào Binh chủng Không quân của Quân đội quốc gia, mang số quân: 51/600.135. Ông được gửi đi du học khóa sĩ quan Cơ khí Hàng không tại trường Võ bị Không quân Salon de Provence ở miền nam nước Pháp.

### Quân đội Việt Nam Cộng hòa
Tháng 7 năm 1955, ông tốt nghiệp với cấp bậc Thiếu úy hiện dịch. Về nước, phục vụ trong Quân đội Việt Nam Cộng hoa do Chính thể Đệ nhất Cộng hòa đổi tên từ Quân đội Quốc gia, ông được giữ chức Phụ tá Kỹ thuật thuộc Phi đoàn 1 Tác chiến và Liên lạc ở Nha Trang do Đại úy Đinh Văn Chung làm Chỉ huy trưởng.
Đầu năm 1956, ông là sĩ quan cơ khí của Phi đoàn 1 thay thế Trung úy Lê Văn Khương. Tháng 12 cùng năm, ông được thăng cấp Trung úy và được cử làm Trưởng phòng Kỹ thuật của Phi đoàn Khu trục do Đại úy Huỳnh Hữu Hiền làm Chỉ huy trưởng.
Giữa năm 1958, ông được thăng cấp Đại úy, bàn giao chức vụ Trưởng phòng Kỹ thuật lại cho Đại úy Dương Xuân Nhơn. Sau đó được cử đi du học tu nghiệp tại căn cứ Không quân Hoa Kỳ Clark ở Philippines. Cuối năm mãn khóa về nước ông được cử giữ chức Giám đốc Công xưởng Biên Hòa thay thế Đại úy Lê Văn Khương.
Cuối năm 1963, sau cuộc đảo chính Tổng thống Ngô Đình Diệm (1 tháng 11). Ngày 5 tháng 11, ông được thăng cấp Thiếu tá tại nhiệm. Đầu tháng 2 năm 1964, sau cuộc Chỉnh lý nội bộ ngày 30 tháng 1 với các tướng lãnh trong Hội đồng Quân Nhân Cách mạng để lên nắm quyền lãnh đạo của tướng Nguyễn Khánh, Công xưởng Không quân Biên Hòa được cải danh thành Không đoàn Kỹ thuật và Tiếp vận đồng thời chức vụ Giám đốc Công xưởng cũng được cải danh thành chức vụ Tư lệnh Không đoàn. Ông trở thành Tư lệnh đầu tiên của Không đoàn Kỹ thuật và Tiếp vận.
Ngày Quân lực 19 tháng 6 năm 1966, ông được thăng cấp Trung tá tại nhiệm. Đầu năm 1968, ông được thăng cấp Đại tá tại nhiệm. Đến tháng 1 năm 1969, Không đoàn Kỹ thuật và Tiếp vận được cải danh thành Bộ chỉ huy Tiếp vận Không quân, ông được chuyển sang chức vụ Chỉ huy trưởng. Tháng giêng năm 1974, ông được thăng cấp Chuẩn tướng tại nhiệm.
Ông đã ở đơn vị này suốt 17 năm (1958-1975) và ở chức vụ Chỉ huy trưởng cho đến cuối tháng 4 năm 1975.

## 1975
Ngày 29 tháng 4, ông di tản ra khỏi Việt Nam. Sau đó sang định cư tại Oklahoma City, Tiểu bang Oklahoma, Hoa kỳ.
Ngày 25 tháng 2 năm 2008 ông từ trần tại nơi định cư. Hưởng thọ 77 tuổi.

## Gia đình
- Thân phụ: Cụ Từ Triều
- Thân mẫu: Cụ Châu Thị Đào
- Phu nhân: Bà Lê Thị Hạnh - Ông bà có bốn người con gồm 3 trai, 1 gái.